# Jiloca
La comarca del Jiloca és una regió aragonesa situada al nord-oest de la província de Terol, que deu el seu nom al riu que la travessa, el Jiloca. Al començament del procés de comarcalització, va ser denominada comarca de Calamocha.
Els municipis d'aquesta comarca són: Allueva, Bádenas, Báguena, Bañón, Barrachina, Bea, Bello, Blancas, Bueña, Burbáguena, Calamocha, Caminreal, Castejón de Tornos, Cosa, Cucalón, Ferreruela de Huerva, Fonfría, Fuentes Claras, Lagueruela, Lanzuela, Loscos, Monforte de Moyuela, Monreal del Campo, Nogueras, Odón, Ojos Negros, Peracense, Pozuel del Campo, Rubielos de la Cérida, San Martín del Río, Santa Cruz de Nogueras, Singra, Tornos, Torralba de los Sisones, Torrecilla del Rebollar, Torre los Negros, Torrijo del Campo, Villafranca del Campo, Villahermosa del Campo i Villar del Salz.
Limita al nord amb el Camp de Daroca, a l'oest amb el Señorío de Molina-Alto Tajo (província de Guadalajara), al sud amb la Comunitat de Terol i la Serra d'Albarrasí i a l'est amb les Conques Mineres i el Camp de Belchite.
En aquesta comarca s'arreplega la flor de la safranera, el safrà és una de les espècies més valuoses existents, que alimenta una important indústria local. Altra important indústria de la zona és la pernilera, i l'actiu turisme rural, per la diversitat del paisatge i els seus monuments.

## Territori i Població
| Municipi                | Extensió (km²) | % del total | Habitants (2007) | % del total | Densitat (hab/km²) | Altitud (metres) | Distància a/des de Calamocha (km) | Pedanies |
| ----------------------- | -------------- | ----------- | ---------------- | ----------- | ------------------ | ---------------- | --------------------------------- | --- |
| Allueva                 | 18,65          | 0,97        | 13               | 0,09        | 0,70               | 1.200            | 32,90                             | |
| Bádenas                 | 31,31          | 1,63        | 30               | 0,21        | 0,96               | 998              | 39,50                             | |
| Báguena                 | 25,17          | 1,31        | 407              | 2,88        | 16,17              | 793              | 16,70                             | |
| Bañón                   | 54,27          | 2,83        | 166              | 1,18        | 3,06               | 1.141            | 21,20                             | |
| Barrachina              | 24,86          | 1,30        | 150              | 1,06        | 6,03               | 1.047            | 17,20                             | |
| Bea                     | 23,37          | 1,22        | 40               | 0,28        | 1,71               | 1.134            | 31,90                             | |
| Bello                   | 52,49          | 2,74        | 309              | 2,19        | 5,89               | 1.005            | 20,40                             | |
| Blancas                 | 73,80          | 3,85        | 168              | 1,19        | 2,28               | 1.047            | 31,80                             | |
| Bueña                   | 40,75          | 2,12        | 74               | 0,52        | 1,82               | 1.213            | 28,50                             | |
| Burbáguena              | 39,02          | 2,03        | 298              | 2,11        | 7,64               | 814              | 13,30                             | |
| Calamocha               | 316,63         | 16,50       | 4.563            | 32,33       | 14,41              | 884              | --                                | Collados, Cuencabuena, Cutanda, El Poyo Del Cid, El Villarejo, Lechago, Luco de Jiloca, Navarrete Del Río, Nueros, Olalla, Valverde, Villarejo De Los Olmos. |
| Caminreal               | 44,40          | 2,31        | 751              | 5,32        | 16,91              | 920              | 10,30                             | Villalba de los Morales. |
| Castejón de Tornos      | 30,90          | 1,61        | 74               | 0,52        | 2,39               | 1.085            | 16,80                             | |
| Cosa                    | 54,81          | 2,86        | 87               | 0,62        | 1,59               | 1.185            | 26,20                             | Corbatón. |
| Cucalón                 | 31,93          | 1,66        | 106              | 0,75        | 3,32               | 1.034            | 27,10                             | |
| Ferreruela de Huerva    | 20,47          | 1,07        | 72               | 0,51        | 3,52               | 1.015            | 23,20                             | |
| Fonfría                 | 20,35          | 1,06        | 26               | 0,18        | 1,28               | 1.247            | 29,10                             | |
| Fuentes Claras          | 36,64          | 1,91        | 605              | 4,29        | 16,51              | 909              | 8,40                              | |
| Lagueruela              | 26,34          | 1,37        | 65               | 0,46        | 2,47               | 1.066            | 27,80                             | |
| Lanzuela                | 14,20          | 0,74        | 26               | 0,18        | 1,83               | 1.010            | 29,60                             | |
| Loscos                  | 71,88          | 3,75        | 190              | 1,35        | 2,64               | 981              | 48,10                             | El Colladico, Mezquita de Loscos, Piedrahita. |
| Municipi                | Extensió (km²) | % del total | Habitants (2007) | % del total | Densitat (hab/km²) | Altitud (metres) | Distància a/des de Calamocha (km) | Pedanies |
| Monforte de Moyuela     | 47,74          | 2,49        | 81               | 0,57        | 1,70               | 1.008            | 52,90                             | |
| Monreal del Campo       | 89,05          | 4,64        | 2.652            | 18,79       | 29,78              | 939              | 17,20                             | |
| Nogueras                | 18,94          | 0,99        | 32               | 0,23        | 1,69               | 861              | 47,60                             | |
| Odón                    | 74,00          | 3,86        | 245              | 1,74        | 3,31               | 1.090            | 28,20                             | |
| Ojos Negros             | 90,71          | 4,73        | 496              | 3,51        | 5,47               | 1.151            | 31,90                             | Sierra Menera. |
| Peracense               | 28,66          | 1,49        | 121              | 0,86        | 4,22               | 1.217            | 43,60                             | |
| Pozuel del Campo        | 27,85          | 1,45        | 105              | 0,74        | 3,77               | 1.128            | 31,00                             | |
| Rubielos de la Cérida   | 66,90          | 3,49        | 53               | 0,38        | 0,79               | 1.240            | 22,70                             | |
| San Martín del Río      | 16,58          | 0,86        | 234              | 1,66        | 14,11              | 780              | 21,00                             | |
| Santa Cruz de Nogueras  | 15,18          | 0,79        | 38               | 0,27        | 2,50               | 894              | 44,00                             | |
| Singra                  | 36,72          | 1,91        | 98               | 0,69        | 2,67               | 1.010            | 33,60                             | |
| Tornos                  | 48,74          | 2,54        | 250              | 1,77        | 5,13               | 1.018            | 13,30                             | |
| Torralba de los Sisones | 44,66          | 2,33        | 197              | 1,40        | 4,41               | 1.041            | 14,40                             | |
| Torre los Negros        | 29,09          | 1,52        | 109              | 0,77        | 3,75               | 1.083            | 23,80                             | |
| Torrecilla del Rebollar | 63,71          | 3,32        | 165              | 1,17        | 2,59               | 1.142            | 23,90                             | |
| Torrijo del Campo       | 43,97          | 2,29        | 485              | 3,44        | 11,03              | 923              | 13,20                             | |
| Villafranca del Campo   | 66,55          | 3,47        | 349              | 2,47        | 5,24               | 956              | 28,50                             | |
| Villahermosa del Campo  | 19,20          | 1,00        | 89               | 0,63        | 4,64               | 956              | 33,50                             | |
| Villar del Salz         | 38,69          | 2,02        | 95               | 0,67        | 2,46               | 1.219            | 43,80                             | |
| Total                   | 1.919,18       |             | 14.114           |             |                    |                  |                                   | |

- Rutes turístiques:
  - Ruta del Cid
  - Visita a la llacuna de Gallocanta
  - Recorregut per les torres mudéjars de la zona
  - Via verda d'Ojos Negros (via minera)

- Museus:
  - Museu del Safrà de Monreal del Campo